# 합동화력함
합동화력함은 대한민국 해군이 계획 중인, 충무공이순신급 구축함 규모의 한국형 아스널쉽(arsenal ship)이다. 북한이 킬 체인에 대응해 KN-23 탄도 미사일, 북한판 ATACMS, 대구경 다련장로켓 등을 도입함에 따라, 적의 선제타격으로 지상의 미사일 기지가 공격을 받더라도 해상에서 반격할 수 있도록, 현무-2 탄도 미사일, 현무-3 순항 미사일 등을 탑재한 합동화력함을 2020년대 후반 2~3척 전력화할 계획이다.

## 역사
2018년 해군은 국정감사에서 합동화력함 건조 계획을 밝혔다. 합동화력함은 탄도미사일이나 순항미사일을 탑재, 북한 내 전략목표를 타격하게 된다.
2019년 '2020-2024 국방중기계획'에 정밀 유도탄 확충과 함께 합동화력함 건조가 언급되었다. 국방부 관계자에 따르면 “국내 건조할 계획으로 2020~2024년 내 추진해 2020년대 후반 전력화 할 것”이라 한다. 그리고 2척~3척을 건조할 예정이라고 한다.

## 같이 보기
- 한국형 초음속 대함미사일
- 한국형 차기 구축함
- 대한민국 대형수송함-II 사업
- 아스널 쉽